# Greatest Hits (album de Craig David)
Albums de Craig David
Trust Me
(2007) Signed Sealed Delivered
(2008)
Pour les articles homonymes, voir Greatest Hits.
Greatest Hits est un album de Craig David qui reprend ses chansons les plus populaires.

## Édition standard
1. Fill Me In
2. 7 Days
3. Rise & Fall (featuring Sting)
4. Insomnia
5. What's Your Flava?
6. Walking Away
7. Where's Your Love (featuring Tinchy Stryder)
8. You Don't Miss Your Water ('Til the Well Runs Dry)
9. All the Way
10. Just My Imagination
11. Don't Love You No More (I'm Sorry)
12. 6 of 1 Thing
13. Hidden Agenda
14. Rewind
15. Hot Stuff (Let's Dance)